# Psaliodes bilineata
Psaliodes bilineata là một loài bướm đêm trong họ Geometridae.